# Bernhard R. Kroener
Bernhard R. Kroener est un historien militaire allemand né le 24 février 1948 à Vallendar.

## Biographie
Son père est officier pendant la Seconde Guerre mondiale puis directeur général du ministère fédéral de la Défense. À partir de 1952, il s'installe avec sa famille à Bonn, où il passe la majeure partie de son enfance. Par la suite il étudie l'histoire moderne, l'archéologie et la politique à l'Université rhénane Frédéric-Guillaume de Bonn et à l'Université de la Sorbonne. Il est également un élève de l'historien militaire André Corvisier. Depuis 1985, il prodigue régulièrement  des cours d'histoire militaire à Fribourg.